# مقاومت اکتسابی عمومی
مقاومت اکتسابی عمومی (به انگلیسی: (Systemic acquired resistance (SAR) گونه‌ای از پاسخ ایمنی ویژهٔ گیاهان است که در آن همهٔ اجزای گیاه نسبت به بیمارگر و محل وجود آن واکنش نشان می‌دهند. نقش مقاومت اکتسابی عمومی مشابه با دستگاه ایمنی ذاتی در حیوانات می‌باشد. شواهد علمی نشان می‌دهند که هر دو مقاومت اکتسابی عمومی و دستگاه ایمنی ذاتی به گونه‌ای تکاملی و با مرور زمان در گیاهان و حیوانات به وجود آمده‌اند. گیاهان از گیرنده شناسایی الگو برای شناسایی الگوهای مولکولی مربوط به بیماریزایی استفاده می‌کنند.
نخستین گیرنده شناسایی الگو در گیاه برنج و در سال ۱۹۹۵ کشف گردیدند که با نام XA21 نامگذاری شدند. همچنین گیاهان شامل تعداد بسیاری گیرنده‌های سیستم ایمنی (به انگلیسی: immune receptors) هستند که در اصل شامل پروتئین‌های ان بی اس-ال آرآر (به انگلیسی: NBS-LRR class of proteins) می‌باشند و وظیفهٔ اصلی این پروتئین‌ها مقاومت در برابر عوامل بیماری زا در گیاه و همچنین کمک به بهبود یافتن گیاه پس از ابتلا به بیماری می‌باشد.
مقاومت اکتسابی عمومی توسط طیف گسترده‌ای از عوامل بیماری زا تحریک و فعال می‌شود به ویژه در هنگام بروز نکروز و این فعال شدن وابسته به فعال شدن تعداد بسیاری ژن یا پروتئین‌های مرتبط با بیماریزایی و جمع شدن اسید سالیسیلیک درون‌زاد در گیاه می‌باشد.
به هنگام فعالیت مقاومت اکتسابی عمومی در رشادی گوش‌موشی پیام‌هایی که در اثر تشخیص عوامل بیماری‌زا درون گیاه تولید می‌شوند سبب فعال شدن مسیر ورارسانی پیام مولکولی می‌شوند که توسط ژن ان آی ام ۱، ان پی آر ۱ و اس ای آی ۱ (به انگلیسی: NIM1, NPR1 or SAI1) (هر سه نام برای یک ژن می‌باشد) شناسایی می‌شود.
مقاومت اکتسابی عمومی بیشتر در گیاهان گلدار منجمله تک‌لپه‌ای‌ها و دولپه‌ای‌ها وجود دارد، اما همچنین در گیاهانی چون ذرت هم می‌تواند فعال شود.